# Iglesia de San Esteban (Maranyà)

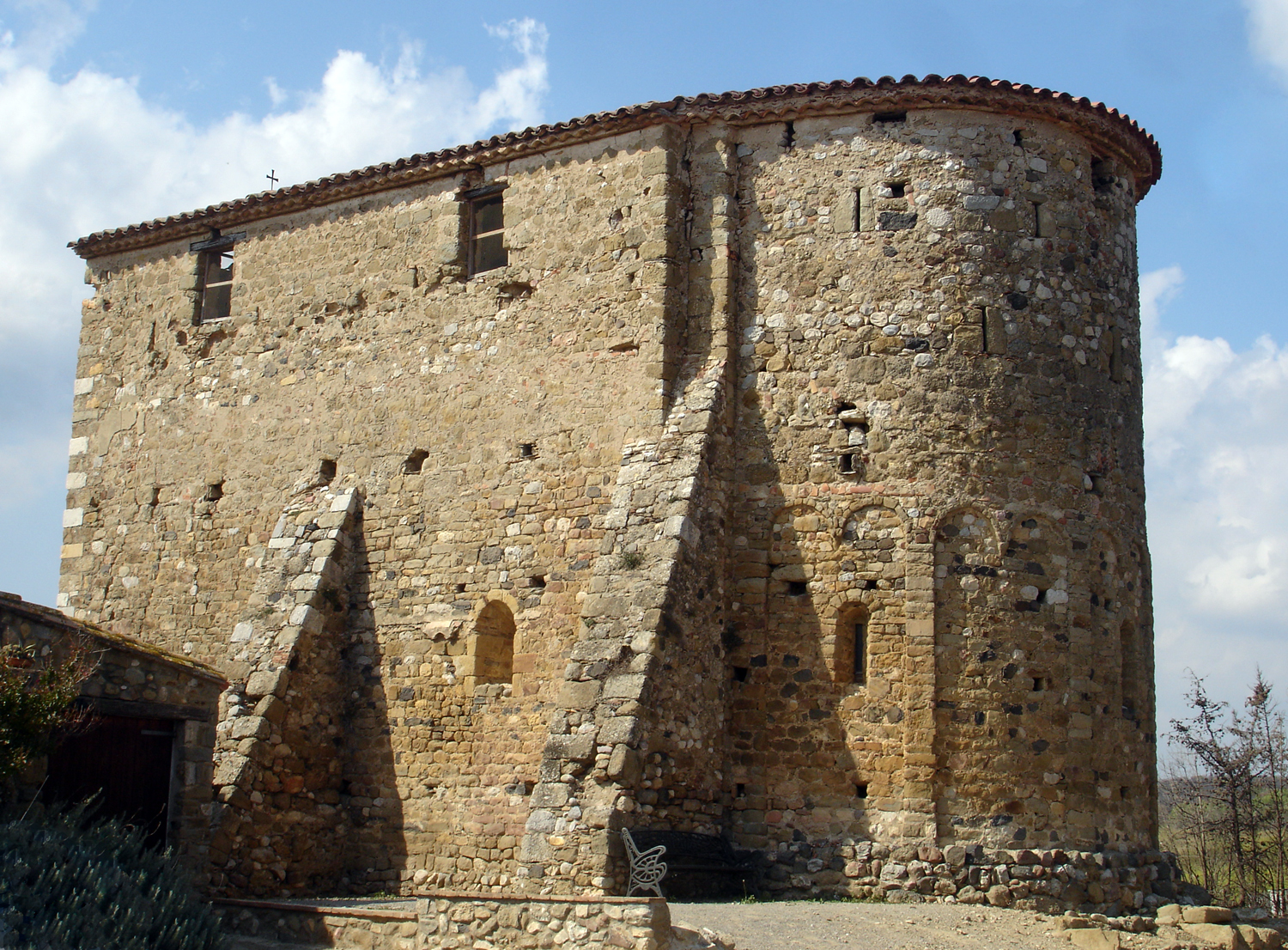
Ábside exterior de la iglesia de San Esteban.

La iglesia de San Esteban de Maranyà está situada en el pequeño núcleo de Maranyà perteneciente a la población de La Tallada en la comarca catalana del Bajo Ampurdán.
Su construcción es del siglo XI, sin embargo no aparece documentada hasta mitad del siglo XIII y a partir del siglo XIV es iglesia parroquial; fue fortificada en la Edad Media.

## El edificio
La iglesia es de estilo románico, con una sola nave de bóveda de cañón y ábside semicircular cubierto con bóveda de cuarto de esfera. La pintura mural del ábside in situ, que se data entre los siglos XII y XIII, se compone de dos registros historiados, en el superior, bastante deteriorado, representa la Natividad y la presentación de Jesús en el Templo. En la parte inferior, están las pinturas que relacionan la Crucifixión con la virgen María, san Juan, los ladrones y dos soldados; la visita de las tres Marías al sepulcro y la lapidación de san Esteban, santo al que está dedicada la iglesia.

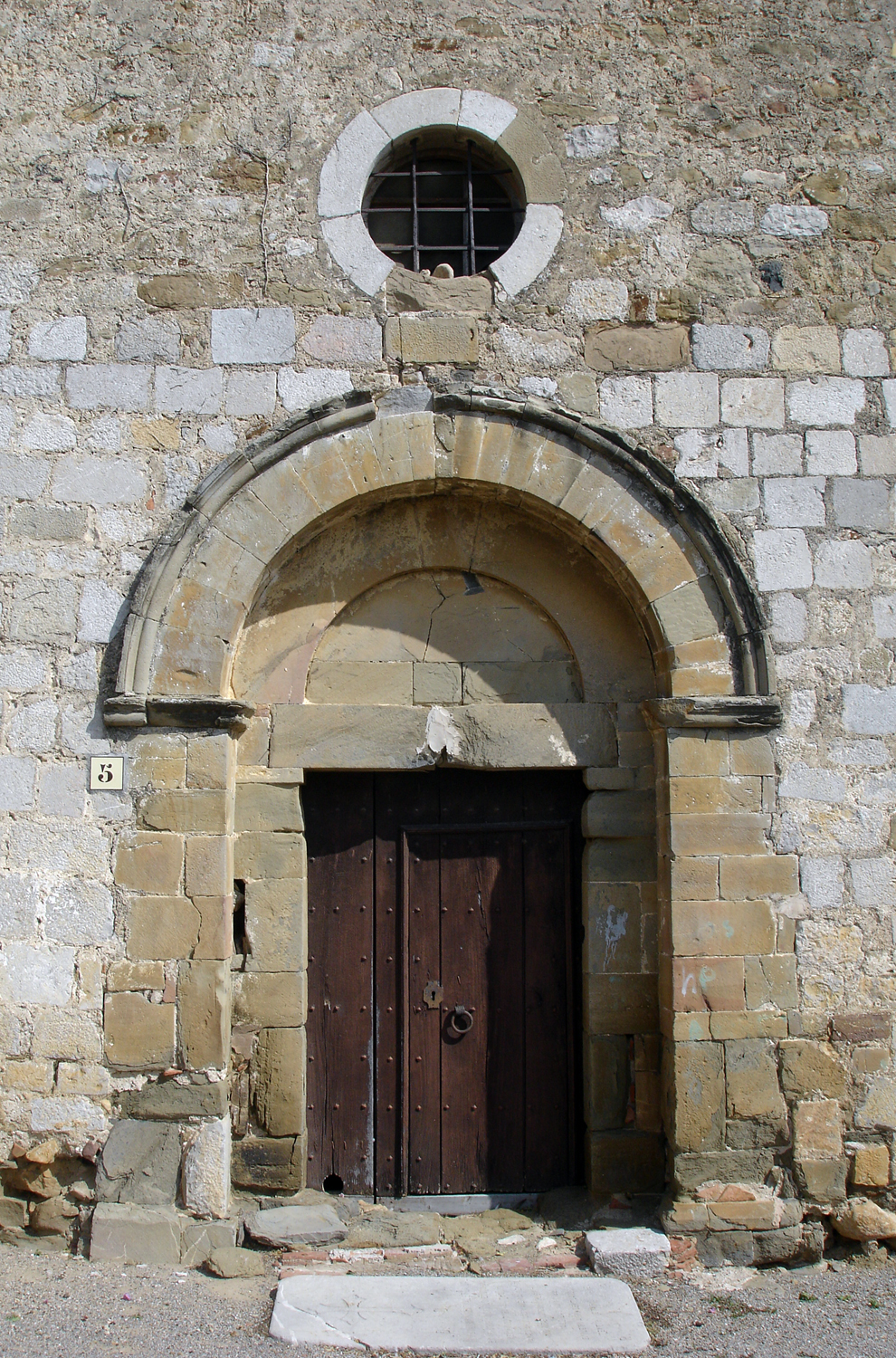
Puerta principal.

En el exterior, el ábside tiene decoración lombarda de arcuaciones ciegas con lesenas. La puerta principal es de dos arcos de medio punto con tímpano liso. Tiene rosetón y campanario de espadaña de dos huecos.